# Sherman Klump
Julius E. Kelp også kendt som Sherman Klump (alias Buddy Love) er en fiktiv person i The Nutty Professor, som spilles af Jerry Lewis og Eddie Murphy.
Kelp var den første hovedperson i den første film fra 1963. Sherman Klump blev den nye hovedperson i filmene fra 1996 og 2000. Jerry Lewis var ikke så glad for Eddie Murphys figur, fordi han syntes, der var for meget platte vittigheder i filmen.
Buddy Love var navngivet af filmproducer Joe Thomas.